# Fuad I de Egipto
Fu'ad I de Egipto (en árabe, فؤاد الأول) o Ahmad Fu'ad Pasha (26 de marzo de 1868 - El Cairo, 28 de abril de 1936) fue sultán (1917-1922), rey (1922-1936) de Egipto y de Sudán, y soberano de Nubia, Kordofán y Darfur.

## Biografía
Hijo del jedive Ismail Pasha. Obtuvo su formación en Europa, regresando a su patria en 1880. 
En 1898, antes de convertirse en rey de Egipto, Fuad recibió un tiro en la garganta por su cuñado,
pudo sobrevivir a esa riña, pero su herida propició que emitiera sonidos parecidos a un ladrido de perro por el resto de su vida.
Alcanzó el sultanato de Egipto en 1917 al suceder a su hermano Hussein Kamel, cuando el país seguía siendo protectorado británico. En 1922 fue nombrado oficialmente rey, pero el protectorado se mantuvo hasta 1923. Aunque contaba con gran apoyo popular, la aparición de un fuerte movimiento nacionalista concentrado alrededor del Partido Wafd le ocasionó problemas con su propio pueblo. El conflicto interno derivó en la ruptura de las negociaciones anglo-egipcias para la independencia, provocando una declaración unilateral británica que mantuvo bajo su control la economía y la política exterior.
Finalmente, en 1923 Fuad proclamó la primera constitución del nuevo Estado. El partido Wafd ganó las elecciones en 1923, 1925 y 1929, pero el rey evitó tener ministros de esa formación en su gabinete. La crisis continua provocó que disolviese el Parlamento, convocara elecciones y promulgase una nueva constitución en 1930, lo cual evitó la presencia del movimiento Wafd y dio un carácter exclusivamente consultivo al Parlamento. Una vez conseguido el objetivo de eliminar a la oposición, restableció en 1935 la antigua norma fundamental de 1923.
Se casó en dos ocasiones, la primera en 1895 con la hija de su primo hermano, su sobrina la princesa Shivakiar Khanum Effendi (1876-1947), con la que tuvo dos hijos, y la segunda en 1919 con Nazli Sabri (1894-1978), con la que tuvo cinco hijos, incluyendo a Faruq, quien le sucedió en 1936, Faiza y Fawzia, que a su muerte en 2013 era ya el único vástago que quedaba con vida de los siete que tuvo Fuad I.

## Otros cargos
- Rector de la Universidad de El Cairo (1908-1913).
- Presidente de la Sociedad Geográfica de Egipto (1915-1918).

## Títulos y tratamientos
| ● 26 de marzo de 1868-9 de octubre de 1917: | Su alteza Ahmad Fu'ad Pasha                                                 |
| ● 9 de octubre de 1917-15 de marzo de 1922: | Su alteza el sultán de Egipto y Sudán, soberano de Nubia, Kordofán y Darfur |
| ● 15 de marzo de 1922-28 de abril de 1936:  | Su majestad el rey de Egipto y Sudán, soberano de Nubia, Kordofán y Darfur  |

## Distinciones honoríficas

### Distinciones honoríficas egipcias
- Soberano Gran maestre de la Orden de la Virtud [Condecoración de Nishan al-Kamal] (09/10/1917).
- Soberano Gran maestre de la Orden del Nilo (09/10/1917).
- Soberano Gran maestre de la Orden de Mehmet Alí (09/10/1917).
- Soberano Gran maestre de la Orden de Ismail (09/10/1917).
- Soberano Gran maestre (y fundador) de la Orden de la Estrella Militar de Fuad I (06/12/1919).[2]
- Soberano Gran maestre (y fundador) de la Orden de la Agricultura (21/11/1932).
- Soberano Gran maestre (y fundador) de la Orden de la Industria y el Comercio (21/11/1932).
- Soberano Gran maestre (y fundador) de la Orden de la Cultura (21/11/1932).

### Distinciones honoríficas extranjeras
- Caballero gran cruz de la Orden de los Santos Mauricio y Lázaro (Reino de Italia, 1911).
- Caballero gran cruz de la Orden del Salvador (Reino de Grecia, 10/05/1912).
- Caballero gran cruz de la Honorabilísima  Orden del Baño (Reino Unido, 1917).
- Caballero gran collar de la Suprema Orden del Crisantemo (Imperio de Japón, 20/04/1921).
- Caballero gran collar de la Orden de Carol I (Reino de Rumanía, 1921).
- Comandante gran cruz de la Real Orden de Vasa (Reino de Suecia, 1921).
- Caballero de la Suprema Orden de la Santísima Anunciación (Reino de Italia, 19/03/1922).[3]
- Caballero gran cruz de la Orden de la Corona de Italia (Reino de Italia, 19/03/1922).
- Caballero del collar de la Orden de Carlos III (Reino de España 1922).[4]
- Caballero gran cordón de la Suprema Orden del Renacimiento (Reino del Hiyaz, 1922).
- Caballero gran cruz de la Orden de Avis (Primera República Portuguesa, 1923).
- Caballero gran cruz de la Orden del Sello de Salomón (Imperio Etíope, 03/05/1924).
- Caballero gran cruz de la Orden del León Neerlandés (Reino de los Países Bajos, 17/09/1925).
- Collar de Honor (Reino de Albania, 1927).
- Caballero gran collar de la Orden del Sol Supremo (Reino de Afganistán, 22/12/1927).
- Miembro de primera clase de la Orden de Ummayad (República Árabe Siria, 1927).
- Caballero gran cordón de la Orden de Leopoldo (Reino de Bélgica, 25/10/1927).
- Real Cadena Victoriana (Reino Unido, 1927).
- Caballero gran cruz de la Legión de Honor (República Francesa, 27/09/1927).
- Caballero de la Orden del Águila Blanca (República de Polonia, 24/03/1932).
- Caballero de la Real Orden de los Serafines (Reino de Suecia, 18/03/1933).
- Caballero de la Orden de la Casa Real de Chakri (Reino de Tailandia, 1934).
- Caballero de la Orden del Elefante (Reino de Dinamarca, 04/11/1932).
- Caballero Gran Estrella de la Orden de la Corona (Imperio de Irán, 1935).
- Caballero gran cruz de la Orden de la Rosa Blanca (República de Finlandia, 1935).

| Predecesor: Hussein Kamel                 | Sultán de Egipto y de Sudán 1917 - 1922 | Sucesor: Él mismo (a título de Rey) |
| Predecesor: Él mismo (a título de Sultán) | Rey de Egipto y de Sudán 1922 - 1936    | Sucesor: Faruq                      |